# Umbellidion radulans
Umbellidion radulans är en svampart som beskrevs av B. Sutton & Hodges 1975. Umbellidion radulans ingår i släktet Umbellidion, divisionen sporsäcksvampar och riket svampar.   Inga underarter finns listade i Catalogue of Life.